# 有友緒心
有友 緒心（ありとも つぐみ、2004年9月7日 - ）は、日本の女性アイドル。@onefiveのメンバー、さくら学院の元メンバー。所属事務所はアミューズ。千葉県出身。

## 略歴
- 2012年5月に開催された[2]サンリオピューロランドの「遊んで！オーディション2012」でグランプリを受賞し、アミューズに所属。
- 2016年5月に開催された、「さくら学院 2016年度 〜転入式〜」で、さくら学院に転入（加入）[3]。同年11月に部活動（派生ユニット）、購買部のメンバーになる[4]。
- 2019年5月6日、文京シビックホール大ホールで開催された「さくら学院 2019年度 ～転入式～」にて、2代目はみだせ！委員長に就任した[5]。
- 2019年10月19日、「さくら学院祭☆2019」にて、中等部3年の藤平華乃、吉田爽葉香、森萌々穂と共にガールズユニット@onefive（ワンファイブ）を結成し、同ユニットではGUMI名義で活動する事が発表された。また同日にデビュー曲「Pinky Promise」のミュージックビデオが公開され、翌20日から配信リリースが開始された[6]。
- 2020年8月30日、無観客有料オンライン配信ライブ「The Road to Graduation 2019 Final ～さくら学院 2019年度 卒業～」をもって、さくら学院を卒業した[7]。

## 人物
- 愛称の一つ、「おしん」は、下の名前を湯桶読みしたもの。その他、つぐなどとも呼ばれている。
- 上と関連して、キャッチフレーズは、「おしんじゃないよ！ つぐみだよ！」である[8]。
- 趣味はお笑いの動画を見ることである。
- チクワで笛を吹くことができる。
- 弟がいる[9]。
- セクシーお姉さんキャラです[10][11][12][13]。

## 出演

### テレビドラマ
- 偽装の夫婦 第3、8話（2015年11月25日、日本テレビ）[14]
- 早子先生、結婚するって本当ですか? 第1、4話（2016年4月21日、フジテレビ）[14]
- 推しが武道館いってくれたら死ぬ（2022年10月9日 - 12月26日、朝日放送テレビ） - 寺本優佳 役[15]

### 映画
- 劇場版 推しが武道館いってくれたら死ぬ（2023年5月12日、ポニーキャニオン） - 寺本優佳 役[16][15]

### MV
- まるもふびより「まるもふきぶん 〜モップダンス〜」 - YouTube（2017年） - ちゃおガールとして[17]

### CM
- バンダイ「たまごっちみーつ」（2018年）[18]
- Nintendo Switch TVCM 自分時間篇1 - YouTube（2021年）[19]
- 一般社団法人放送サービス高度化推進協会「青春はいつだって、高画質 衛星放送。」 - YouTube（2022年） - 未来 役[20]

### 雑誌
- ちゃお（小学館）

### イベント
- ジャック・オー・ランド（2017年10月21日・22日、横浜アリーナ）